# Nueva Zelanda en la Copa Mundial de Rugby de 2003
Los All Blacks fueron uno de los 20 países participantes de la Copa Mundial de Rugby de 2003, que se realizó en Australia.
Nueva Zelanda llegó como potente candidato al título, habiendo ganado el Torneo de las Tres Naciones 2002 y 2003. Hizo un espléndido torneo pero fueron eliminados en semifinales, en su única derrota.

## Plantel
Mitchell (39 años) generó polémica cuando increíblemente dejó afuera de la convocatoria a jóvenes titulares en Gales 1999 y sólidos jugadores en aquel momento. Los casos más renombrados fueron el capitán Taine Randell, el pateador Andrew Mehrtens (prefirió a Spencer como el conductor del juego), el habilidoso Christian Cullen y la estrella Jeff Wilson.
Blair, quien no jugó ningún partido, se lesionó entrenando y fue reemplazado por Atiga. Hubo expectación en Nueva Zelanda porque se creyó en una posible convocatoria a la estrella Cullen que finalmente no se dio, generando malestar público e incluso el novato Atiga salió a decir: «Cullen es hoy el mejor centro neozelandés».
|                           | Jugador         | Edad    | Posición      | Tests | Equipo      |
| ------------------------- | --------------- | ------- | ------------- | ----- | ----------- |
| Hookers y Pilares         |                 |         |               |       |             |
|                           | Mark Hammett    | 31 años | Hooker        | 24    | Crusaders   |
| 1                         | Dave Hewett     | 32 años | Pilar         | 16    | Crusaders   |
|                           | Carl Hoeft      | 29 años | Pilar         | 28    | Highlanders |
|                           | Corey Flynn     | 22 años | Hooker        | 0     | Crusaders   |
| 2                         | Keven Mealamu   | 24 años | Hooker        | 8     | Blues       |
|                           | Kees Meeuws     | 29 años | Pilar         | 29    | Blues       |
| 3                         | Greg Somerville | 25 años | Pilar         | 28    | Crusaders   |
| Segundas líneas           |                 |         |               |       |             |
| 4                         | Chris Jack      | 25 años | Segunda línea | 20    | Crusaders   |
|                           | Brad Thorn      | 28 años | Segunda línea | 5     | Crusaders   |
| 5                         | Ali Williams    | 22 años | Segunda línea | 10    | Blues       |
| Alas y Octavos            |                 |         |               |       |             |
|                           | Daniel Braid    | 22 años | Ala           | 1     | Blues       |
| 8                         | Jerry Collins   | 23 años | Octavo        | 8     | Hurricanes  |
|                           | Marty Holah     | 27 años | Ala           | 17    | Chiefs      |
| 7                         | Richie McCaw    | 22 años | Ala           | 14    | Crusaders   |
|                           | Rodney So'oialo | 24 años | Octavo        | 3     | Hurricanes  |
| 6                         | Reuben Thorne   | 28 años | Ala           | 34    | Crusaders   |
| Medios scrums             |                 |         |               |       |             |
|                           | Steve Devine    | 26 años | Medio scrum   | 8     | Blues       |
|                           | Byron Kelleher  | 26 años | Medio scrum   | 24    | Highlanders |
| 9                         | Justin Marshall | 30 años | Medio scrum   | 65    | Crusaders   |
| Aperturas y Centros       |                 |         |               |       |             |
|                           | Ben Atiga       | 20 años | Centro        | 0     | Auckland    |
|                           | Ben Blair       | 24 años | Centro        | 4     | Crusaders   |
|                           | Dan Carter      | 21 años | Apertura      | 3     | Crusaders   |
| 13                        | Leon MacDonald  | 25 años | Centro        | 19    | Crusaders   |
| 12                        | Aaron Mauger    | 22 años | Centro        | 15    | Crusaders   |
|                           | Ma'a Nonu       | 21 años | Centro        | 1     | Hurricanes  |
| 10                        | Carlos Spencer  | 28 años | Apertura      | 22    | Blues       |
| Fullbacks y Wings         |                 |         |               |       |             |
| 14                        | Doug Howlett    | 25 años | Wing          | 31    | Blues       |
| 15                        | Mils Muliaina   | 23 años | Fullback      | 7     | Blues       |
|                           | Caleb Ralph     | 26 años | Wing          | 10    | Crusaders   |
| 11                        | Joe Rokocoko    | 20 años | Wing          | 7     | Blues       |
|                           | Tana Umaga      | 30 años | Wing          | 54    | Hurricanes  |
| Entrenador: John Mitchell |                 |         |               |       |             |

## Participación
Nueva Zelanda integró el grupo D con los Dragones rojos y las mediocres Italia, los Canucks y Tonga. Los kiwis vencieron a todos para ganar la zona y solo Gales pudo marcarles más de 10 puntos (37).

### Fase final
En los cuartos disputaron el súper clásico contra los candidatos Springboks, repitiendo el duelo por el tercer puesto en Gales 1999. Sudáfrica alineó a John Smit, Victor Matfield, el capitán Corné Krige, Joost van der Westhuizen y De Wet Barry, pero no pudieron contener a los backs neozelandeses y avanzaron los oceánicos.
Las semifinales dio el mejor partido del torneo y un clásico oceánico, cuando enfrentaron a los favoritos Wallabies y repitieron el juego de Inglaterra 1991. Australia formó a Nathan Sharpe, George Smith, el capitán George Gregan, Stirling Mortlock y Wendell Sailor, mostró una increíble templanza que provocó errores en los de negro y ganaron el partido con penales.

### Tercer puesto
El partido consuelo fue contra Les Bleus del entrenador Bernard Laporte que diagramó a: Sylvain Marconnet, David Auradou, Sébastien Chabal y Damien Traille. Los kiwis titulares barrieron a los suplentes franceses con seis tries.

## Legado
Mitchell fue inmediatamente despedido y la NZR explicó que se debió a las relaciones difíciles del entrenador con los medios de comunicación y los patrocinadores, para evitar la polémica sobre las exclusiones. Su convocatoria es indicada como el transcendente error que causó la caída ante Australia y una de las peores decisiones en la historia de los All Blacks.
Howlett	y Muliaina fueron los máximos anotadores de tries del campeonato con 7 cada uno, mientras que Rokocoko completó el podio con seis. Spencer dio una increíble asistencia a Rokocoko contra Sudáfrica; pasándole el balón entre sus piernas y sumó a su ya increíble desempeño en el torneo, citado como uno de los más vistosos en la historia de los mundiales.
Fue el último mundial de los experimentados: Hammett, Hoeft, Marshall, Spencer y Umaga.